# フォーク・ソング2 〜歌姫哀翔歌
『フォーク・ソング2 〜歌姫哀翔歌』（フォーク・ソング・ツー うたひめあいしょうか）は、日本の歌手中森明菜のカバー・アルバム。このアルバムは2009年7月29日にユニバーサルシグマよりリリースされた（CD: UMCK-1317、CD+DVD: UMCK-9286、デジタル・ダウンロード）。

## 背景
『フォーク・ソング2 〜歌姫哀翔歌』は、2008年12月に発売した『フォーク・ソング〜歌姫抒情歌』に続く第二弾となるフォークソングのカバー・アルバムで、中森にとって初となる3か月連続リリースの第二弾アルバムである。このアルバムは、2009年7月29日に通常盤CD (UMCK-1317)と初回限定盤のCD+DVD (UMCK-9286)とデジタル・ダウンロードの3形態で同時発売された。当初2009年7月22日の発売予定と伝えられていたが、1週延期しての発売となった。本作と同時に、ビデオ・クリップ集『CLIP2002〜2007&MORE』も発売された。初回限定盤のDVDにはレコーディング映像が収録された。このアルバムのレコーディングは、517ST、Studio at the Palmsで行われた。音楽プロデューサーには、前作『フォーク・ソング〜歌姫抒情歌』に続き鳥山雄司を迎えた。ジャケットは初回限定盤と通常盤でそれぞれ異なっており、前者のジャケットはカリカチュア・ジャパンのkageにより描かれた。
2009年8月12日と2009年8月19日の2週に渡って放送されたNHKの音楽番組『SONGS』にて、本作でカバーした「悪女」、「ベルベット・イースター」を披露し、さらに、「I LOVE YOU」、「なごり雪」のレコーディング風景がオンエアされた。2009年8月18日からは、本作を引っさげてのスペシャル・ライブAKINA NAKAMORI Special Live 2009 “Empress at Yokohama”を開催した。また、本作購入者期間限定特典には、2009年8月28日開催の同ライブの最終公演“Empress at YOKOHAMA” FOLK SONG NIGHT（18:30、21:00開演）のコンサート先行予約権が封入されていた。

## 批評
『CDジャーナル』は本作の中森の歌唱について「囁くように呟くように語りかけるスタイルと、低音を利かせて迫力を感じさせるパターン、だいたいこの二つに分かれているが、個性の発露ぶりはさすが。」と批評。『ミュージック・マガジン』の保母大三郎は中森の歌唱について「歌を血肉化してILL」と批評し、アレンジについては「情感を増幅する鳥山雄司のアレンジも秀逸。」と批評した。

## チャート成績
本作は、オリコン週間アルバムチャートの2009年8月10日付で初登場し、最高順位33位を記録した。同チャートには、計6週に渡ってランクインしている。

## 収録曲
| #         | タイトル                                       | 作詞       | 作曲             | 編曲      | 時間  |
| --------- | ---------------------------------------------- | ---------- | ---------------- | --------- | ----- |
| 1.        | 「旅の宿」(よしだたくろうのカバー曲)           | 岡本おさみ | 吉田拓郎         | 鳥山雄司  | 3:24  |
| 2.        | 「なごり雪」(かぐや姫のカバー曲)               | 伊勢正三   | 伊勢正三         | 古池孝浩  | 3:37  |
| 3.        | 「心もよう」(井上陽水のカバー曲)               | 井上陽水   | 井上陽水         | 鳥山雄司  | 3:53  |
| 4.        | 「ベルベット・イースター」(荒井由実のカバー曲) | 荒井由実   | 荒井由実         | 鳥山雄司  | 3:50  |
| 5.        | 「精霊流し」(グレープのカバー曲)               | さだまさし | さだまさし       | 鳥山雄司  | 4:58  |
| 6.        | 「悪女」(中島みゆきのカバー曲)                 | 中島みゆき | 中島みゆき       | 鳥山雄司  | 4:03  |
| 7.        | 「シクラメンのかほり」(布施明のカバー曲)       | 小椋佳     | 小椋佳           | 古池孝浩  | 4:23  |
| 8.        | 「神田川」(南こうせつとかぐや姫のカバー曲)     | 喜多条忠   | 南こうせつ       | 鳥山雄司  | 3:21  |
| 9.        | 「学生街の喫茶店」(GAROのカバー曲)             | 山上路夫   | すぎやまこういち | 鳥山雄司  | 3:43  |
| 10.       | 「I LOVE YOU」(尾崎豊のカバー曲)               | 尾崎豊     | 尾崎豊           | 鳥山雄司  | 4:17  |
| 合計時間: | 合計時間:                                      | 合計時間:  | 合計時間:        | 合計時間: | 39:29 |

| #  | タイトル               | 作詞 | 作曲・編曲 |
| -- | ---------------------- | ---- | ---------- |
| 1. | 「レコーディング映像」 |      |            |

## クレジット
『フォーク・ソング2 〜歌姫哀翔歌』のライナー・ノーツより
ミュージシャン
| - 鳥山雄司：プログラミング & ギター (M-1、3-6、8-10) - 古池孝浩：プログラミング & ギター (M-2、7) - Kawaguchi Shizuka Strings：ストリングス (M-3、5、9-10) - Shizuka Strings：Vl (M-8) | - 山本拓夫：サックス (M-9) - 木戸やすひろ：コーラス (M-9) - 広谷順子：コーラス (M-9) |

スタッフ
| - All Songs Produced & Arranged by 鳥山雄司 except (M-2、7) arranged by 古池孝浩 - レコーディング & ミキシング・エンジニア：MICHIO NAKAKOSHI - ヴォーカル・レコーディング・エンジニア：安達義規 - レコーディング & ミキシング・スタジオ：517ST - レコーディング・スタジオ：Studio at the Palms - マスタリング・エンジニア：藤野成喜 (UNIVERSAL MUSIC LLC) - マスタリング・スタジオ：ユニバーサルミュージック・マスタリング・スタジオ #1 - レコーディング・コーディネーション：Halftone Music & Systems：HIKARI YAMANAKA (UNIVERSAL MUSIC LLC) - シューティング・コーディネーション：KAZ OGISO - アート・ディレクション：MASASHI FUKUTANI (amana interactive) - イラストレーション：kage (caricature japan) - デザイン・コーディネーション：AKINA - フォトグラファー：RYO KANZAKI | - スタイリスト：MIKA TANIGUCHI - Faithway：YUMIKO KAWABATA - アートワーク・コーディネーション：宮本仁美 (UNIVERSAL MUSIC LLC) - A&R：MASAO HATA（ユニバーサルシグマ） - アシスタントA&R：YUKI ISHII（ユニバーサルシグマ） - Head of Marketing & Product Management Division：大原浩（ユニバーサルシグマ） - セールス・プロモーション：NAOKO IWASAKI（ユニバーサルシグマ） - Head of Media Promotion：DAISUKE FUJIKAWA and CHIE ITOH（ユニバーサルシグマ） - レーベル・ヘッド：森淳一（ユニバーサルシグマ） - スーパーヴァイザーズ：佐々友成、川原伸司 - エグゼクティヴ・プロデューサーズ：寺林晁 (UNIVERSAL MUSIC LLC)、藤倉尚（ユニバーサルシグマ） - エグゼクティヴ・プロデューサー & ディレクター：門村崇志 |

## リリース履歴
| 発売日        | レーベル                 | 規格   | 品番      | 備考                     |
| ------------- | ------------------------ | ------ | --------- | ------------------------ |
| 2009年7月29日 | ユニバーサルシグマ       | CD     | UMCK-1317 | 通常盤                   |
| 2009年7月29日 | ユニバーサルシグマ       | CD+DVD | UMCK-9286 | 初回限定盤               |
| 2017年5月3日  | ユニバーサルシグマ       | UHQCD  | UPCH-7282 | 限定盤                   |
| 2023年6月28日 | ユニバーサルシグマ       | CD     | UPCY-7875 | スペシャルプライス再発盤 |
| 2024年2月21日 | ユニバーサルミュージック | LP     | UPJY-9380 | 初アナログLP化、限定盤   |

## 参照
1. 1 2 3 4 5 6 7  『フォーク・ソング2 〜歌姫哀翔歌（初回盤）』（12cmCD+DVD）中森明菜、ユニバーサルシグマ、2009年7月29日。UMCK-9286。
2. 1 2 3 4 5 6  『フォーク・ソング2 〜歌姫哀翔歌（通常盤）』（12cmCD）中森明菜、ユニバーサルシグマ、2009年7月29日。UMCK-1317。
3. ↑  “楽天ブックス: フォーク・ソング2〜歌姫哀翔歌 - 中森明菜 : CD”.  楽天. 2011年5月28日閲覧。
4. 1 2 3  “フォーク・ソング2〜歌姫哀翔歌（初回盤） 中森明菜のプロフィールならオリコン芸能人事典-ORICON STYLE”.  オリコン. 2012年4月15日閲覧。
5. ↑  “中森明菜 / フォーク・ソング〜歌姫抒情歌 [CD] [アルバム] - CDJournal.com”.   音楽出版社. 2012年7月6日閲覧。
6. 1 2 3  “中森明菜 / フォーク・ソング2〜歌姫哀翔歌 [CD] [アルバム] - CDJournal.com”.   音楽出版社. 2011年5月28日閲覧。
7. 1 2 3 4  “フォーク・ソング 2 〜歌姫哀翔歌[初回限定盤][+DVD] - UNIVERSAL MUSIC JAPAN”.  ユニバーサル ミュージック合同会社. 2012年7月4日閲覧。
8. 1 2 3  “フォーク・ソング 2 〜歌姫哀翔歌 - UNIVERSAL MUSIC JAPAN”.   ユニバーサル ミュージック合同会社. 2012年7月4日閲覧。
9. 1 2  “iTunes - ミュージック - 中森明菜「フォーク・ソング 2 〜歌姫哀翔歌〜」”.  Apple. 2012年7月4日閲覧。
10. ↑  “明菜3か月連続アルバム、昭和名曲に挑戦 - 芸能ニュース : nikkansports.com”.  日刊スポーツ. 2011年5月28日閲覧。
11. ↑  “中森明菜/CLIP2002〜2007&MORE [DVD] - CDJournal.com”.   音楽出版社. 2012年7月4日閲覧。
12. ↑  “OOPS! ウープス - 中森明菜、『フォーク・ソング〜歌姫抒情歌』を12月24日にリリース。70年代フォークをカヴァー”.   スプー (2008年12月12日). 2012年7月4日時点のオリジナルよりアーカイブ。2012年7月4日閲覧。
13. ↑  “2009年ニュース | 似顔絵 | カリカチュア・ジャパン株式会社”.   カリカチュア・ジャパン (2009年10月2日). 2012年7月4日時点のオリジナルよりアーカイブ。2012年7月4日閲覧。
14. ↑  “SONGS｜これまでの放送｜第102回 中森明菜Part1”.  NHK. 2011年5月28日閲覧。[リンク切れ]
15. ↑  “SONGS｜これまでの放送｜第103回 中森明菜 Part2”.   NHK. 2011年5月28日閲覧。[リンク切れ]
16. ↑  “中森明菜3年ぶりのライブ決定。8日間で12公演 | 日テレNEWS24”.  日本テレビ放送網 (2009年6月9日). 2012年7月4日時点のオリジナルよりアーカイブ。2012年6月23日閲覧。
17. ↑  保母大三郎「アルバム・レビュー 歌謡曲/Jポップ」『ミュージック・マガジン 2009年10月号』第41巻第13号、ミュージック・マガジン、2009年9月19日、162頁、JANコード 4910084791090。
18. ↑  “CDアルバム 週間ランキング-ORICON STYLE ランキング”. 2009年07月27日〜2009年08月02日のCDアルバム週間ランキング（2009年08月10日付）.   オリコン. 2012年4月15日閲覧。